# Jesús Mora Nieto
Jesús Mora Nieto, més conegut com a Jesuli, és un futbolista andalús, nascut a Sevilla, el 24 de gener de 1978. Juga de lateral.

## Trajectòria
Després de fer el seu debut amb el Sevilla FC al final de la campanya 96/97, el jugador combina els equips A i B, fins a pujar definitivament al primer equip a la temporada 99/00, la qual va finalitzar amb un nou descens sevillista a Segona Divisió.
L'estiu del 2000 fitxa pel Celta de Vigo, on passa l'època més destacada de la seua carrera, amb set gols en la 02/03. Amb els gallecs va signar bones actuacions en Lliga i en competicions europees, però el 2004 el club vigués va perdre la categoria.
Retorna al Sevilla, però tan sols apareix en partits esporàdics. Posteriorment és cedit en dues ocasions, primer a la Reial Societat, i després al CD Tenerife. En tornar a Andalusia, s'ha quedat fora dels plans de l'entrenador Manuel Jiménez i entrena amb el Sevilla B a l'espera d'ofertes.

## Polèmica
Segons el diari espanyol El Mundo, Jesuli va reconèixer davant el president de la Reial Societat, Iñaki Badiola, que el Tenerife es va deixar perdre per afavorir l'ascens a Primera del Màlaga CF en detriment dels donostiarres. Els capitans del Tenerife ho van negar, a la vegada que assenyalaven que el sevillà podia estar "bromejant" o "sota pressió" a l'hora de fer eixes declaracions. Jesuli no va jugar eixe partit per estar lesionat.
Posteriorment, Jesuli va demandar a Badiola per fer públic una conversa privada, tot assenyalant un greuge a l'honor i a la intimitat. A banda, el mateix jugador va negar que es feren eixos pagaments, qualificant el primer testimoni com d'"incert".